# NGC 4984
NGC 4984 este o galaxie lenticulară situată în constelația Fecioara. A fost descoperită în 8 februarie 1785 de către William Herschel. Se află la o distanță de 14,97 megaparseci de Pământ.